# 蘇珊妮·普萊薛特
蘇珊妮·普萊薛特（英語：Suzanne Pleshette，1937年1月31日—2008年1月19日）是美國女演員，以她在多部戲劇、電影及電視節目中的出色表現聞名於世。她獲得了三次艾美獎提名及兩次金球獎提名，尤其因在CBS情景喜劇《鮑勃·紐哈特秀》中的角色而兩度獲得黃金時段艾美獎最佳喜劇女主角提名。

## 早年生活與教育
蘇珊妮·普萊薛特於1937年1月31日出生在紐約市布魯克林高地，她父母是杰拉爾丁（原姓卡普蘭）與尤金·普萊薛特。她的雙親為猶太人，父親的祖先是俄羅斯移民，母親的祖先是奧匈帝國移民。母親杰拉爾丁·里弗斯是一位舞者與藝術家，父親尤金曾是曼哈頓和布魯克林派拉蒙劇院的舞台經理，後成為電視網高管。普萊薛特畢業於曼哈頓表演藝術高中，曾在雪城大學就讀一學期，隨後轉至芬奇學院，最終在曼哈頓的鄰里劇場學校畢業，她在此學習表演技巧，師從表演教師桑福德·梅斯納。

## 職業生涯
蘇珊妮·普萊薛特在20歲時以舞台劇演員的身份開啟了她的演藝生涯。1957年，她於百老匯的梅耶·萊文的戲劇《強迫》中首次亮相。1963年，她在阿爾弗雷德·希區柯克的驚悚片《鳥》裡飾演安妮·海沃斯一角，從此受到廣泛關注。她還參與了多部電影的重要角色，如《羅馬冒險》（1962）、《支持你的當地槍手》（1971）和《熱貨》（1979）。1990年，她因在電視電影《雷奧娜·赫姆斯利：惡名昭彰的女王》中飾演雷奧娜·赫姆斯利，獲得了黃金時段艾美獎和金球獎提名。

## 個人生活
蘇珊妮·普萊薛特的第一任丈夫是她在《羅馬冒險》和《遙遠的號角》中的搭檔特洛伊·多納修，但這段婚姻僅維持了六個月。她的第二任丈夫是石油商湯米·加拉赫，兩人於1968年結婚，直至2000年加拉赫去世。2001年，她與演員湯姆·波斯頓結婚，波斯頓曾在《鮑勃·紐哈特秀》中多次客串。他們在1959年首次相識並結緣，最終在彼此喪偶後再續前緣，直至2007年波斯頓去世。

## 疾病與逝世
2006年8月，蘇珊妮·普萊薛特被診斷出罹患肺癌，並在西達斯-西奈醫療中心接受治療。她後來因肺部感染住院，進而引發肺炎，導致住院時間延長。2008年1月19日，普萊薛特在洛杉磯的家中辭世。她被安葬在加利福尼亞州卡爾弗市的山坡紀念公園墓地，與她的第三任丈夫湯姆·波斯頓同眠。她的名字被刻在好萊塢星光大道上，並於2008年1月31日獲得了電視類別的星形標誌。

## 外部連結

### 訃告
- 蘇珊娜·普蕾雪特訃告，2008年1月22日，刊於《泰晤士報》
- 文章：蘇珊娜·普蕾雪特去世，享年70歲 （页面存档备份，存于），刊於百老匯世界

### 元資料
- 百老匯世界 （页面存档备份，存于）
- 在美国电视档案馆上的蘇珊妮·普萊薛特採訪視頻
- TCM电影资料库上蘇珊妮·普萊薛特的资料（英文）
- 蘇珊妮·普萊薛特在爛番茄上的頁面（英文）
- https://www.filmaffinity.com/en/name.php?name-id=130413876 （页面存档备份，存于）
- 蘇珊妮·普萊薛特在互联网电影资料库（IMDb）上的資料（英文）
- 在Find a Grave上的蘇珊妮·普萊薛特
- https://www.virtual-history.com/movie/person/8743/suzanne-pleshette/photographs （页面存档备份，存于）
- https://entertainment.ie/person/suzanne-pleshette/ （页面存档备份，存于）